# テキサス共和国海軍艦艇一覧
テキサス共和国海軍艦艇一覧は、テキサス共和国が過去保有した、未完成・計画中止を含めた歴代艦艇一覧である。
凡例

## 艦艇一覧
ブリッグ
- コロラド（Colorado）[1] - 1838年、18門
- ガルベストン（Galveston） - 1838年、18門
- ポトマック（Potomac） - 1838年、??門

スループ
- オースチン（Austin） - 1840年、18門

スクーナー
- ブルータス（Brutus） - 1836年、10門
- インディペンデンス（Independence） - 1836年、9門
- インヴィンシブル（Invincible） - 1836年、7門
- リバティ（Liberty） - 1836年、6門
- サンアントニオ（San Antonio） - 1839年、6門
- サンバーナード（San Bernard） - 1839年、6門
- サンジャシント（San Jacinto） - 1839年、5門

蒸気船
- ザヴァラ（Zavala） - 1839年、5門